# Campionati austriaci di sci alpino 2002
I Campionati austriaci di sci alpino 2002 si sono svolti ad Altenmarkt-Zauchensee, Hochkar, See e Semmering tra il 21 marzo e l'11 aprile. Il programma ha incluso gare di discesa libera, supergigante, slalom gigante, slalom speciale e combinata, tutte sia maschili sia femminili.
Trattandosi di competizioni valide anche ai fini del punteggio FIS, vi hanno partecipato anche sciatori di altre federazioni, senza che questo consentisse loro di concorrere al titolo nazionale austriaco.

## Risultati

### Uomini

#### Discesa libera
| Pos. | Atleta              | Nazione  | Tempo   |
| ---- | ------------------- | -------- | ------- |
| 1    | Andreas Schifferer  | Austria  | 1:30,60 |
| 2    | Peter Struger       | Austria  | 1:30,89 |
| 3    | Klaus Kröll         | Austria  | 1:30,98 |
| 4    | Mario Scheiber      | Austria  | 1:31,09 |
| 5    | Michael Walchhofer  | Austria  | 1:31,32 |
| 6    | Fritz Strobl        | Austria  | 1:31,35 |
| 7    | Tobias Grünenfelder | Svizzera | 1:31,36 |
| 8    | Hans Grugger        | Austria  | 1:31,38 |
| 9    | Johan Clarey        | Francia  | 1:31,42 |
| 10   | Georg Streitberger  | Austria  | 1:31,75 |

Data: 10 aprile

Località: Altenmarkt-Zauchensee

#### Supergigante
| Pos. | Atleta             | Nazione  | Tempo   |
| ---- | ------------------ | -------- | ------- |
| 1    | Andreas Schifferer | Austria  | 1:14,01 |
| 2    | Hannes Reichelt    | Austria  | 1:14,80 |
| 3    | Jernej Koblar      | Slovenia | 1:14,90 |
| 4    | Andreas Buder      | Austria  | 1:14,95 |
| 5    | Thomas Graggaber   | Austria  | 1:14,99 |
| 6    | Ožbi Ošlak         | Slovenia | 1:15,04 |
| 7    | Martin Stocker     | Austria  | 1:15,10 |
| 8    | Peter Fill         | Italia   | 1:15,13 |
| 9    | Hans Grugger       | Austria  | 1:15,14 |
| 10   | Michael Walchhofer | Austria  | 1:15,33 |

Data: 11 aprile

Località: Altenmarkt-Zauchensee

#### Slalom gigante
| Pos. | Atleta              | Nazione  | Tempo   |
| ---- | ------------------- | -------- | ------- |
| 1    | Hannes Reiter       | Austria  | 2:11,34 |
| 2    | Rainer Schönfelder  | Austria  | 2:11,37 |
| 3    | Christoph Gruber    | Austria  | 2:11,42 |
| 4    | Andreas Schifferer  | Austria  | 2:11,62 |
| 5    | Manfred Pranger     | Austria  | 2:12,39 |
| 6    | Peter Struger       | Austria  | 2:12,46 |
| 7    | Ronald Stampfer     | Austria  | 2:12,59 |
| 8    | Christoph Alster    | Austria  | 2:13,31 |
| 9    | Marcel Lorenzin     | Austria  | 2:13,72 |
| 10   | Stephan Görgl       | Austria  | 2:13,77 |
| 10   | Christian Wanninger | Germania | 2:13,77 |

Data: 2 aprile

Località: See

#### Slalom speciale
| Pos. | Atleta           | Nazione     | Tempo   |
| ---- | ---------------- | ----------- | ------- |
| 1    | Andreas Ertl     | Germania    | 1:41,55 |
| 2    | Jono Brauer      | Australia   | 1:41,70 |
| 3    | Stanley Hayer    | Rep. Ceca   | 1:42,04 |
| 4    | Noel Baxter      | Regno Unito | 1:42,33 |
| 5    | Niki Fürstauer   | Libano      | 1:42,89 |
| 6    | Patrick Bechter  | Austria     | 1:43,05 |
| 7    | Stefan Moser     | Austria     | 1:43,06 |
| 8    | Andreas Omminger | Austria     | 1:43,16 |
| 9    | Felix Neureuther | Germania    | 1:43,33 |
| 10   | Wolfgang Hörl    | Austria     | 1:43,37 |

Data: 21 marzo

Località: Semmering

#### Combinata
| Pos. | Atleta             | Nazione |
| ---- | ------------------ | ------- |
| 1    | Matthias Lanzinger | Austria |
| 2    | Stefan Moser       | Austria |
| 3    | Thomas Bacher      | Austria |

Data: 21 marzo-10 aprile

Località: Altenmarkt-Zauchensee, See, Semmering

Classifica stilata attraverso i piazzamenti ottenuti
in discesa libera, slalom gigante e slalom speciale

### Donne

#### Discesa libera
| Pos. | Atleta               | Nazione   | Tempo   |
| ---- | -------------------- | --------- | ------- |
| 1    | Michaela Kirchgasser | Austria   | 1:35,57 |
| 2    | Christine Sponring   | Austria   | 1:36,01 |
| 3    | Andrea Felber        | Austria   | 1:37,02 |
| 4    | Gabriela Martinovová | Rep. Ceca | 1:37,07 |
| 5    | Brigitte Obermoser   | Austria   | 1:37,24 |
| 6    | Daniela Müller       | Austria   | 1:37,28 |
| 7    | Michaela Kofler      | Austria   | 1:37,30 |
| 8    | Martina Lechner      | Austria   | 1:37,74 |
| 9    | Petra Strassegger    | Austria   | 1:39,47 |
| 10   | Veronika Thanner     | Austria   | 1:39,71 |

Data: 10 aprile

Località: Altenmarkt-Zauchensee

#### Supergigante
| Pos. | Atleta                | Nazione | Tempo   |
| ---- | --------------------- | ------- | ------- |
| 1    | Alexandra Meissnitzer | Austria | 1:17,81 |
| 2    | Martina Lechner       | Austria | 1:18,11 |
| 3    | Andrea Felber         | Austria | 1:18,32 |
| 4    | Daniela Müller        | Austria | 1:18,53 |
| 5    | Michaela Kofler       | Austria | 1:18,86 |
| 6    | Christine Sponring    | Austria | 1:19,32 |
| 7    | Michaela Kirchgasser  | Austria | 1:19,39 |
| 8    | Veronika Thanner      | Austria | 1:19,68 |
| 9    | Sandra Fiegl          | Austria | 1:19,96 |
| 10   | Elke Schnitzer        | Austria | 1:20,44 |

Data: 11 aprile

Località: Altenmarkt-Zauchensee

#### Slalom gigante
| Pos. | Atleta                | Nazione   | Tempo   |
| ---- | --------------------- | --------- | ------- |
| 1    | Martina Lechner       | Austria   | 2:09,25 |
| 2    | Nicole Hosp           | Austria   | 2:09,51 |
| 3    | Selina Heregger       | Austria   | 2:09,73 |
| 4    | Alexandra Meissnitzer | Austria   | 2:09,84 |
| 5    | Lucie Hrstková        | Rep. Ceca | 2:09,90 |
| 6    | Tanja Schneider       | Austria   | 2:09,96 |
| 7    | Christine Sponring    | Austria   | 2:10,19 |
| 8    | Kathrin Wilhelm       | Austria   | 2:10,21 |
| 9    | Kathrin Hölzl         | Germania  | 2:10,53 |
| 10   | Michaela Kofler       | Austria   | 2:10,57 |

Data: 3 aprile

Località: Hochkar

#### Slalom speciale
| Pos. | Atleta                | Nazione       | Tempo   |
| ---- | --------------------- | ------------- | ------- |
| 1    | Claudia Riegler       | Nuova Zelanda | 1:34,99 |
| 2    | Marlies Schild        | Austria       | 1:35,46 |
| 3    | Nicole Hosp           | Austria       | 1:35,71 |
| 4    | Sabine Egger          | Austria       | 1:35,89 |
| 5    | Šárka Záhrobská       | Rep. Ceca     | 1:36,11 |
| 6    | Petra Knor            | Austria       | 1:36,33 |
| 7    | Karin Truppe          | Austria       | 1:36,41 |
| 8    | Daniela Müller        | Austria       | 1:36,69 |
| 9    | Petra Zakouřilová     | Rep. Ceca     | 1:36,87 |
| 10   | Emma Carrick-Anderson | Regno Unito   | 1:37,38 |

Data: 4 aprile

Località: Hochkar

#### Combinata
| Pos. | Atleta            | Nazione |
| ---- | ----------------- | ------- |
| 1    | Daniela Müller    | Austria |
| 2    | Sandra Fiegl      | Austria |
| 3    | Petra Strassegger | Austria |

Data: 4-10 aprile

Località: Altenmarkt-Zauchensee, Hochkar

Classifica stilata attraverso i piazzamenti ottenuti
in discesa libera, slalom gigante e slalom speciale